# Pointe-Claire
Pointe-Claire è un comune del Canada, situato nella provincia del Québec, nella regione di Montréal.